# Bonneville-et-Saint-Avit-de-Fumadières
Bonneville-et-Saint-Avit-de-Fumadières är en kommun i departementet Dordogne i regionen Nouvelle-Aquitaine i sydvästra Frankrike. Kommunen ligger i kantonen Vélines som tillhör arrondissementet Bergerac. År 2022 hade Bonneville-et-Saint-Avit-de-Fumadières 302 invånare.

## Befolkningsutveckling
Antalet invånare i kommunen Bonneville-et-Saint-Avit-de-Fumadières
Referens:INSEE